# Inter de Miami
El Club Internacional de Futbol Miami, conegut popularment com a Inter de Miami, és un equip professional de futbol dels Estats Units amb seu a Miami, Florida fundat per un grup inversor liderat per l'exfutbolista anglès David Beckham el gener de 2018.
Competeix a la Conferència Est de la Major League Soccer des de la temporada 2020 i disputa els seus partits com a local al DRV PNK Stadium, situat a la ciutat de Fort Lauderdale.
El seu clàssic rival és l'Orlando City, equip veí amb el qual disputa l'anomenat «Clàssic del Sol».

## Història
L'Inter de Miami va ser fundat oficialment el 28 de gener de 2018, quan la Major League Soccer va anunciar que la ciutat del sud de Florida acolliria a la vint-i-cinquena franquícia de la lliga. Miami no comptava amb un equip en la màxima categoria del futbol estatunidenc des de la desaparició del Miami Fusion el 2002.
L'interès de l'MLS de tornar a Miami va ser confirmat pel comissionat Don Garber al novembre de 2012. Un any després, David Beckham va començar a negociar amb la lliga per a executar l'opció que tenia des de 2007 de crear un equip en la Major League Soccer i aquesta es va fer oficial a principis de febrer de 2014. No obstant això, Garber va assenyalar a l'agost d'aquest mateix any que una hipotètica expansió no es produiria fins que Beckham i el seu grup inversor tinguessin garanties de poder construir un estadi específic de futbol "soccer" en el centre (downtown) de Miami.
El mexicà procedent del Pachuca C.F., Chivas de Guadalajara i Monterrey, Rodolfo Pizarro, va marcar els primers 2 gols en la història de l'Inter de Miami, sent el primer en un amistós davant el Philadelphia Union i el segon en el primer partit de lliga en la història del club rosat davant el DC United, marcant un altre punt en el torneig MLS is Back després de la suspensió de la lliga per la COVID-19, sent el seu gol número 3 amb la samarreta del club novament davant el Philadelphia Union.

## Estadi

### Miami Freedom Park
La construcció d'un estadi específic de futbol va ser durant anys el principal obstacle per a l'arribada de l'Inter de Miami a l'MLS. David Beckham i l'alcalde del Comtat de Miami-Dade, Carlos A. Giménez, van iniciar les negociacions per a construir un estadi al desembre de 2013. Des de llavors va lluitar per aconseguir superar tots els tràmits econòmics, polítics i burocràtics per a construir un estadi a Miami. Finalment, al juny de 2017 va aconseguir l'aprovació del comissionat del comtat per a comprar un terreny en el barri d'Overtown per 9 milions de dòlars per a construir l'estadi, que tindrà capacitat per a 25.000 espectadors.
Al novembre de 2018 el projecte de construcció del nou estadi va ser sotmès a referèndum i va ser aprovat pel 60% dels votants.

### Inter Miami CF Stadium
L'Inter de Miami disputarà les seves dues primeres temporades a l'Inter Miami CF Stadium, situat en els terrenys de l'antic Lockhart Stadium de Fort Lauderdale, a uns 39 quilòmetres al nord de Miami. La Comissió de la ciutat va aprovar al juliol de 2019 el pla de renovació del complex, que incloïa la construcció d'un nou estadi de futbol amb capacitat per a 18.000 espectadors, així com un centre d'entrenament i diversos camps de futbol per a ús de les categories inferiors del club.

## Símbols

### Escut
L'escut de l'Inter de Miami va ser presentat el 5 de setembre de 2018. El seu disseny està inspirat a donar logo a la ciutat i consta d'un cercle en el centre del qual dos ocells pelecaniformes formen la lletra M amb les seves potes. Entre els caps dels ocells hi ha un sol amb set raigs, en homenatge al dorsal que va lluir David Beckham la major part de la seva carrera. L'escut inclou el nom de la franquícia (Club Internacional de Futbol Miami) i l'any de la seva temporada inaugural (2020 escrit en números romans).

## Equips filials

### Equip reserva
- Fort Lauderdale CF (USL League One)

## Palmarès

### Tornejos estatals
- 1 Supporters' Shield: 2024

### Tornejos internacionals
- 1 Leagues Cup: 2023